# Association internationale des femmes
Ne doit pas être confondu avec Association internationale des femmes juges.
L'Association internationale des femmes (AIF) est une organisation féministe et pacifiste basée à Genève, fondée par Marie Goegg Pouchoulin, active entre 1868 et 1872. Elle œuvre pour l'égalité entre hommes et femmes. Elle est considérée radicale pour beaucoup de féministes à l'époque.

## Fondation
Les origines de l'association sont peut-être attribuables à la proposition de la féministe suédoise Fredrika Bremer en 1854 de créer une organisation exclusivement féminine dédiée à la paix. La féministe suisse Marie Goegg-Pouchoulin (1826-1899) est alors active au sein de la Ligue internationale pour la paix et la liberté lors de sa fondation en 1867. Elle en devient membre du comité central et dirige la revue de la ligue Les États-Unis d'Europe. Le 8 mars 1868, le journal publie la proposition de Goegg de créer une association internationale de femmes en liaison avec la ligue. Cette association devient l'Association internationale des femmes (AIF).
La fondation de l'AIF et de l'hebdomadaire féministe et pacifiste d'Eugénie Niboyet, La Paix des Deux Mondes, marque le début de l'identification de femmes œuvrant pour la paix. Selon l'historienne Sandi Cooper, Goegg réagit et répond au militarisme croissant de la Prusse et vise « la rééducation des mères pour empêcher une autre génération de garçons formés pour respecter les fausses idoles de la gloire nationale par la conquête militaire ».
L'AIF est la première organisation transnationale de femmes. Elle se préoccupe du suffrage des femmes et d'éducation laïque. L'association demande « l'égalité de salaire, d'instruction, de famille et de droit ». Une carte de membre AIF délivrée à Matilde Bajer de Copenhague en décembre 1870 indique que ses objectifs sont les suivants : « œuvrer pour le progrès moral et intellectuel de la femme, pour l’amélioration progressive de sa position dans la société, droits économiques et politiques ».

## Historique
Les positions défendues par l'association sont considérées extrêmes pour beaucoup de femmes de la classe moyenne, le nombre de membres reste donc relativement faible. Les activités de l'AIF sont perturbées durant les années 1870 et la guerre franco-prussienne, mais reprennent sous la houlette de Goegg à la fin de 1870. L'AIF est médiatisée au niveau international dans des publications pacifistes et féministes, telles que la revue La Donna, édité et publié en Italie par Alaide Gualberta Beccari. L'AIF ne réussit toutefois pas à développer une base organisationnelle solide. En 1872, l'AIF est considérée avec méfiance, le mot « international » étant associé à la Commune de Paris. Les membres étaient également divisées sur le leadership de Goegg.
En juin 1872, un communiqué appelant à une réunion chez Julie von May von Rued à Berne organise la création d'une nouvelle association intitulée Solidarité : Association pour la défense des droits des femmes. Les signataires comprennent Caroline de Barrau (France), Josephine Butler (Angleterre), Christine Lazzati (Italie) et les féministes allemandes Rosalie Schönwasser, Marianne Menzzer et Julie Kühne. Marie Goegg-Pouchoulin est également active dans cette organisation.